# Yoshino (Nara)
Yoshino (吉野町 Yoshino-chō?) es un municipio situado en la prefectura de Nara, Japón. Tiene una población estimada, a fines de octubre de 2023, de 6066 habitantes.

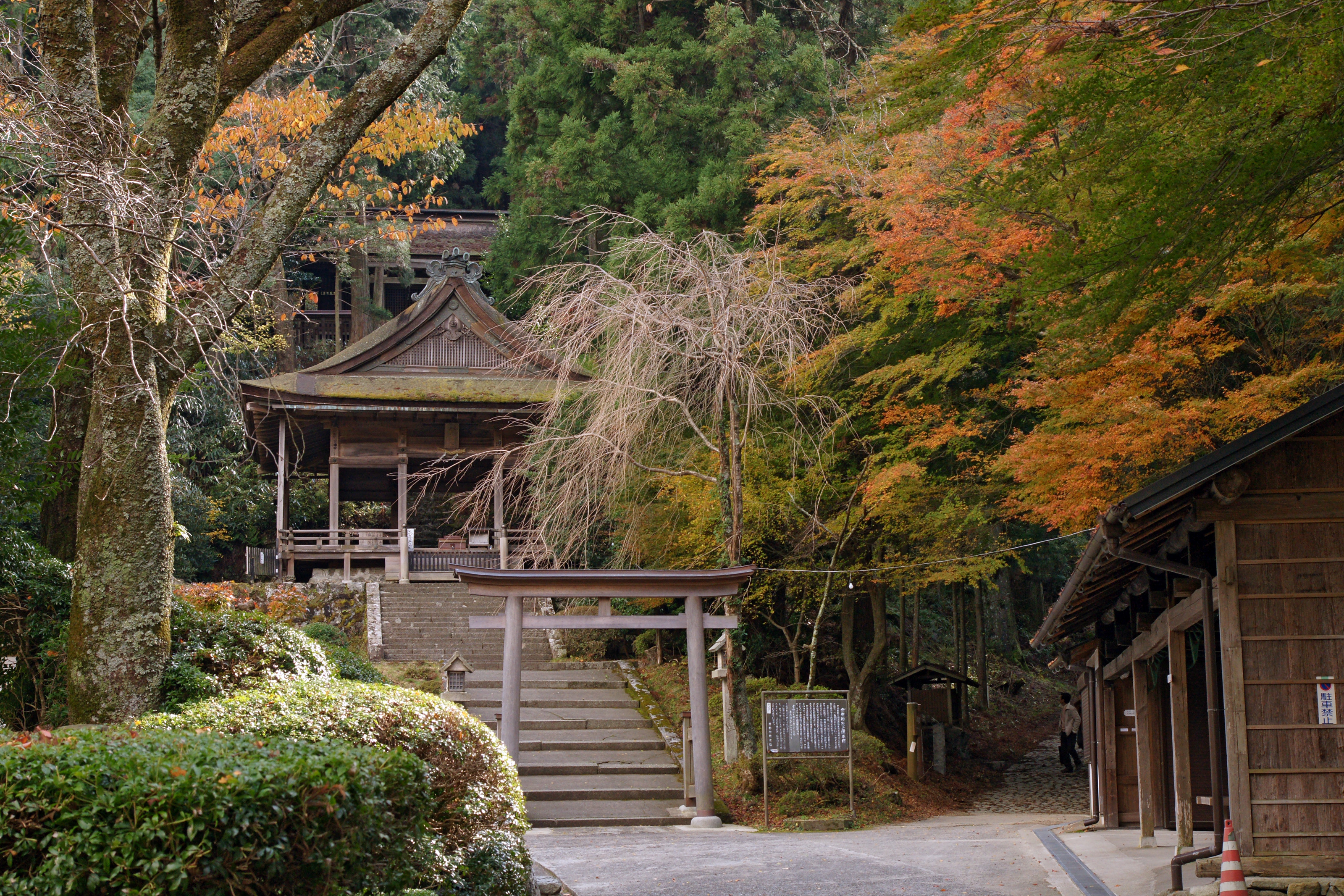
Santuario Kimpu Jinja

Integra la asociación "Los Pueblos más Bellos de Japón".
El municipio fue fundado en 1955.
Está ubicado en la parte norte del distrito de Yoshino, en el centro de la prefectura de Nara. El río Yoshino fluye de este a oeste por el centro del territorio municipal.
La localidad es famosa en todo el país por los cerezos en flor del monte Yoshino.
Por otro lado, se ha desarrollado como un centro de distribución de madera debido a sus condiciones geográficas y la suministra a todo el país. También se producen en la zona palillos desechables, procesando restos de esta madera.
A su vez se elabora papel japonés hecho a mano, entre otros productos.

## Demografía
Según datos del censo japonés, la población de Yoshino ha disminuido en los últimos años.
| Año del censo | Población |
| ------------- | --------- |
| 1995          | 12.427    |
| 2000          | 11.318    |
| 2005          | 9.984     |
| 2010          | 8.642     |
| 2015          | 7.399     |
| 2023 (est.)   | 6.066     |